# All for You (álbum de Janet Jackson)
All for you es el séptimo álbum de estudio de la cantante estadounidense Janet Jackson, lanzado en el segundo trimestre de 2001. A diferencia de su antecesor, The Velvet Rope, en el que Jackson abordó temas oscuros cómo la violencia doméstica y la depresión, All for you presenta un sonido pop mucho más liviano, y las letras hablan principalmente acerca de su entonces reciente divorcio. Debido al lenguaje explícito, al álbum fue etiquetado cómo Parental Advisory.

## Producción
La mayoría de las canciones fueron compuestas por Jackson y sus colaboradores de siempre Jimmy Jam y Terry Lewis. En este álbum Jackson por primera vez trabajó con Rockwilder; quien produjo tres pistas del álbum: “Come On Get Up”, la sexual “Would you mind”, y “Trust A Try”.
Tres de las canciones contienen samples (muestras) de otras canciones. La primera, la popular “All for you”, contiene la pista instrumental de la canción disco “The Glow of Love” de la banda Change. La segunda canción es “Son of a gun (i betcha think this song is about you)” que usa parte de la pista instrumental del clásico de Carly Simon “You're so vain”, además tiene una introducción similar y también toma muestra lírica de varios de los versos. La última canción es “Someone to call my lover” que utiliza los acordes de guitarra de la canción “Ventura highway” de la banda de música country America.
Durante el divorcio, Jackson decidió grabar un álbum animado y optimista en lugar de canciones sobre la tristeza o la ira. El productor Jimmy Jam dijo: "Pasas por todas estas emociones y luego sales de ellas por el otro lado y dijo: "'Voy a estar bien y tengo muchas cosas por las que estar agradecida', y ese era el sentimiento predominante en su vida cuando estábamos haciendo este álbum".

## Lanzamiento

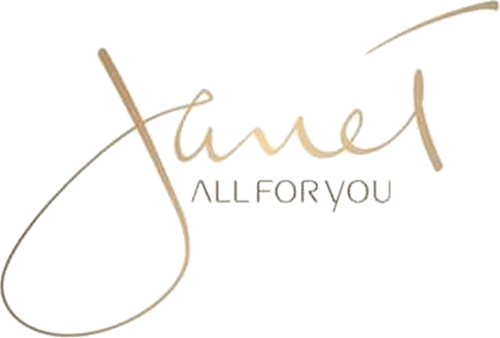
Logotipo del álbum

En un comienzo el álbum había sido publicado sin la etiqueta de Parental Advisory, a pesar de su fuerte lenguaje y contenido sexual. Tiempo después el álbum se volvió a publicar en dos versiones diferentes: "explicit" (explícita) y "clean" (limpia). La primera permaneció exactamente igual a la original y la segunda se editó; eliminándose la canción "Would you mind" y en su lugar se añadió una remezcla de pista “Son of a gun (i betcha think this song is about you)”, que cuenta con la colaboración vocal de Missy Elliott y P. Diddy.
En noviembre de 2001, salió a la venta una edición limitada de All for you, que contenía dos remezclas de “Son of a gun (i betcha think this song is about you)” cómo pistas adicionales. La edición limitada del DVD contiene más de una decena de vídeo musicales de Jackson.
La pista "Would you mind" fue prohibida en Singapur y debido a que Jackson se negó a quitarla del álbum, no se permitió la distribución de All for you en el ya mencionado país.

### Recepción comercial
Comercialmente, el álbum fue bastante bien recibido en Estados Unidos, debutando en el número uno en la lista Billboard 200, con 800.000 unidades vendidas en su primera semana y siendo certificados de dos disco de multiplatino en su primera auditoría realizada por la Recording Industry Association of America.
En el Reino Unido debutó en el número dos, detrás del álbum Free all angels de Ash.
En total All for you encabezó las listas musicales de nueve países.
All for You recibió críticas generalmente positivas de los críticos musicales, quienes elogiaron su naturaleza alegre y la innovación sonora de varias canciones. También fue considerado uno de sus álbumes más sexys y uno de los mejores de su carrera. El álbum recibió tres nominaciones a los premios Grammy, incluido el de Mejor Álbum Vocal Pop, y ganó el premio a Mejor Grabación Dance por su canción principal. Se convirtió en el quinto álbum consecutivo de Jackson en encabezar la lista de álbumes Billboard 200 en los Estados Unidos. All for You registró las mayores ventas en la primera semana de su carrera, así como las segundas ventas más altas en la primera semana para una artista femenina en la historia de Nielsen Soundscan. Alcanzó el top cinco de la mayoría de los países a nivel internacional y fue el álbum pop internacional más vendido del año en Japón. Certificado doble platino por la Recording Industry Association of America (RIAA).

Hasta la fecha se estima que All for You ha vendido más de cuatro millones de unidades en Estados Unidos y más de 9 millones en todo el mundo.

### Sencillos
El primer sencillo “Doesn't Really Matter”, se lanzó a mediados de 2000; aunque también sirvió de apoyo al All for you, originalmente se publicó cómo sencillo de la banda sonora de la película El profesor chiflado II: La familia Klump, en que Jackson desempeñó un papel protagónico. “Doesn't Really Matter” obtuvo un gran éxito, sobre todo en Estados Unidos, donde lideró la lista “ Billboard Hot 100” de la revista Billboard durante tres semanas.
El éxito continuó con el segundo sencillo “All for you”, éste fue incluso más exitoso que su antecesor, ya que estuvo durante siete semanas en la cima de la lista  “Hot 100” en Estados Unidos. En el resto del mundo obtuvo un éxito similar, alcanzando las diez primeras posiciones en la mayoría de los países, siendo una de las canciones más exitosas del año 2001.
Durante la promoción de All for you, Jackson confesó en una entrevista en el programa Total request live en MTV, que ella quería que el siguiente sencillo después de “All for you” sea “Trust a try”, pero la compañía discográfica no estuvo de acuerdo y en su lugar lanzaron la country influenciada “Someone call to my Lover”. 
“Someone to call my Lover” llegó al número tres en la lista Billboard Hot 100 de Estados Unidos
El cuarto sencillo, “Son of a Gun (I betcha think this song is about you)” no repitió el éxito de sus predecesores; siendo el único del álbum que no alcanzó las veinte primeras posiciones en la lista Billboard Hot 100; mientras que en el resto del mundo obtuvo éxito moderado.
Un quinto y último sencillo se publicó exclusivamente en Japón, “Come on get up” que fue bastante exitoso en el ya mencionado país.

## Lista de pistas
1. “Intro” – 1:00
2. “You Ain't Right” (Janet Jackson, James Harris III, Terry Lewis, Dana Stinson) – 4:32
3. “All For You” (Jackson, Harris, Lewis, David Romani, Wayne Garfield, Mauro Malavasi) – 5:30
  - Con el sample (muestra) de  “The Glow Of Love” de Change (David Romani, Wayne Garfield, Mauro Malavasi).
4. “2wayforyou (interlude)”  – 0:19
5. “Come On Get Up” (Jackson, Harris, Lewis, Stinson) – 4:47
6. “When We Oooo” (Jackson, Harris, Lewis) – 4:34
7. “China Love” (Jackson, Harris, Lewis) – 4:36
8. “Love Scene (Ooh Baby)” (Jackson, Harris, Lewis) – 4:16
9. “Would You Mind” (Jackson, Harris, Lewis, Stinson) – 5:31
10. “Lame (interlude)”  – 0:11
11. “Trust A Try” (Jackson, Harris, Lewis, Stinson) – 5:16
12. “Clouds (interlude)" – 0:19
13. “Son Of A Gun (I Betcha Think This Song Is About You)”  (con Carly Simon) (Jackson, Harris, Lewis, Carly Simon) – 5:56
  - Con el sample (muestra) de “You're So Vain”  de Carly Simon.
14. “Truth” (Jackson, Harris, Lewis, James Wright, Stan Vincent) – 6:45
15. “Theory (interlude)”  – 0:26
16. “Someone To Call My Lover” (Jackson, Harris, Lewis, Dewey Bunnell) – 4:32
  - Con el sample (Muestra) de “Ventura Highway” America (Dewey Bunnell).
17. “Feels So Right” (Jackson, Harris, Lewis, Stinson) – 4:42
18. “Doesn't Really Matter” (Jackson, Harris, Lewis) – 4:25
19. “Better Days” (Jackson, Harris, Lewis) – 5:05
20. “Outro”  – 0:09

### Edición deDVD
1. “Intro” – 1:00
2. “You Ain't Right” (Janet Jackson, James Harris III, Terry Lewis, Dana Stinson) – 4:32
3. “All For You” (Jackson, Harris, Lewis, David Romani, Wayne Garfield, Mauro Malavasi) – 5:30
  - Con el sample (muestra) de  “The Glow Of Love” de Change (David Romani, Wayne Garfield, Mauro Malavasi).
4. “2wayforyou (interlude)”  – 0:19
5. “Come On Get Up” (Jackson, Harris, Lewis, Stinson) – 4:47
6. “When We Oooo” (Jackson, Harris, Lewis) – 4:34
7. “China Love” (Jackson, Harris, Lewis) – 4:36
8. “Love Scene (Ooh Baby)” (Jackson, Harris, Lewis) – 4:16
9. “Would You Mind” (Jackson, Harris, Lewis, Stinson) – 5:31
10. “Lame (interlude)”  – 0:11
11. “Trust A Try” (Jackson, Harris, Lewis, Stinson) – 5:16
12. “Clouds (interlude)" – 0:19
13. “Son Of A Gun (I Betcha Think This Song Is About You)”  (con Carly Simon) (Jackson, Harris, Lewis, Carly Simon) – 5:56
  - Con el sample (muestra) de “You're So Vain”  de Carly Simon.
14. “Truth” (Jackson, Harris, Lewis, James Wright, Stan Vincent) – 6:45
15. “Theory (interlude)”  – 0:26
16. “Someone To Call My Lover” (Jackson, Harris, Lewis, Dewey Bunnell) – 4:32
  - Con el sample (Muestra) de “Ventura Highway” America (Dewey Bunnell).
17. “Feels So Right” (Jackson, Harris, Lewis, Stinson) – 4:42
18. “Doesn't Really Matter” (Jackson, Harris, Lewis) – 4:25
19. “Better Days” (Jackson, Harris, Lewis) – 5:05
20. “Outro”  – 0:09
21. “Son Of A Gun (I Betcha Think This Song Is About You)" (The Original Flyte Tyme Remix con Missy Elliott) – 4:14
22. “Son Of A Gun (I Betcha Think This Song Is About You)" (P. Diddy Remix con Missy Elliott) – 5:06

Lado de DVD
1. “That's The Way Love Goes”
2. “If”
3. “Again”
4. “Because Of Love”
5. “Any Time, Any Place”
6. “You Want This”
7. Janet. - Behind the scenes
8. “Got 'Til It's Gone” (con Q-Tip y Joni Mitchell)
9. “Together Again”
10. “Together Again” (Deeper Remix)
11. “I Get Lonely”
12. “Go Deep”
13. “You”
14. “Every Time”
15. The Velvet Rope - Behind the Scenes
16. “All For You”
17. “Someone To Call My Lover”
18. All For You - Behind the Scenes
19. MTV Icon performance - “All For You”

### Edición "clean" (limpia)
1. “Intro” – 1:00
2. “You Ain't Right” (Janet Jackson, James Harris III, Terry Lewis, Dana Stinson) – 4:32
3. “All For You” (Jackson, Harris, Lewis, David Romani, Wayne Garfield, Mauro Malavasi) – 5:30
  - Con el sample (muestra) de  “The Glow Of Love” de Change (David Romani, Wayne Garfield, Mauro Malavasi).
4. “2wayforyou (interlude)”  – 0:19
5. “Come On Get Up” (Jackson, Harris, Lewis, Stinson) – 4:47
6. “When We Oooo” (Jackson, Harris, Lewis) – 4:34
7. “China Love” (Jackson, Harris, Lewis) – 4:36
8. “Love Scene (Ooh Baby)” (Jackson, Harris, Lewis) – 4:16
9. “Lame (interlude)”  – 0:11
10. “Trust A Try” (Jackson, Harris, Lewis, Stinson) – 5:16
11. “Clouds (interlude)" – 0:19
12. “Son Of A Gun (I Betcha Think This Song Is About You)”  (con Carly Simon) (Jackson, Harris, Lewis, Carly Simon) – 5:56
  - Con el sample (muestra) de “You're So Vain”  de Carly Simon.
13. “Truth” (Jackson, Harris, Lewis, James Wright, Stan Vincent) – 6:45
14. “Theory (interlude)”  – 0:26
15. “Someone To Call My Lover” (Jackson, Harris, Lewis, Dewey Bunnell) – 4:32
  - Con el sample (Muestra) de “Ventura Highway” America (Dewey Bunnell).
16. “Feels So Right” (Jackson, Harris, Lewis, Stinson) – 4:42
17. “Doesn't Really Matter” (Jackson, Harris, Lewis) – 4:25
18. “Better Days” (Jackson, Harris, Lewis) – 5:05
19. “Outro”  – 0:09
20. “Son Of A Gun (I Betcha Think This Song Is About You)” (The Original Flyte Tyme Remix con Missy Elliott) – 4:14

### Edición japonesa
1. “Who” (Jackson, Harris, Lewis, Stinson) - 3:45 (pista adicional)

### Lanzamiento explícito
1. “Son Of A Gun (I Betcha Think This Song Is About You)” (P. Diddy Remix con Missy Elliott y P. Diddy)

## Controversia
A pesar del lenguaje explícito y el contenido sexual, las ediciones iniciales del álbum no contenían una advertencia Aviso para padres. Una versión limpia del álbum fue lanzada exclusivamente en las tiendas Walmart, censurando varias canciones por el lenguaje, además de omitir "Would You Mind" por completo. El álbum fue relanzado a finales de 2001 con un sello Parental Advisory, junto con una nueva pista extra; una remezcla de "Son of a Gun". También se lanzó una versión limpia con el remix agregado (con "Would You Mind" aún omitido) y estuvo más disponible que la versión limpia original. Respecto al contenido, Jackson afirmó: "Entiendo que para el público más joven, All for You es un disco bastante pesado. Para ellos he hecho una versión alterada. Me han pedido que cuide un poco mi boca, ¡pero no! Este soy yo, esto es lo que quiero hacer, así que acéptalo. No quiero vivir mi vida controlada por otras personas."
Tras su lanzamiento, "All for You" fue prohibido en Singapur después de que el Comité de Apelación de Publicaciones decidiera la letra del álbum, en particular "Would you mind", "no son aceptables para nuestra sociedad". Las autoridades del país habían prohibido previamente el álbum anterior de Jackson, The Velvet Rope, debido a que tres canciones contenían letras sobre la homosexualidad. Varias cadenas minoristas, incluida Wherehouse Music colocaron sus propias etiquetas de "contenido explícito" en el álbum. El presidente de la RIAA Hilary Rosen dijo; "No creemos que los minoristas deban tener que hacer eso. Esa es la responsabilidad de la marca, y EMI [la empresa matriz de Virgin] ha asumido esa responsabilidad". En respuesta al incidente, Jackson dijo:

El álbum ha sido prohibido en ciertos países... Me dijeron que estarían felices de seguir adelante con él si quitaba las canciones sensuales del álbum. Y pensé: "Vaya, eso es raro". Aquí estoy hablando de amor y expresándome de una manera que creo que al menos la mayoría de nosotros lo hacemos en el dormitorio, y es algo tan hermoso, tan positivo y maravilloso, pero quieren que le ponga una venda en los ojos al público sobre esto. Sin embargo, existe toda esa violencia. ... No voy a cambiar el álbum ni quién soy por eso. Este es otro lado de mí que expreso y me siento muy cómodo al hacerlo..

## Personal
```
* Michael Abbott – ingeniero
* Alex Al – bajo
*David Anthony – productor
* David Ashton – ingeniero asistente
* David Barry - guitarra
* Lee Blaske – arreglos de cuerdas
* Mike Bozzi – ingeniero asistente de masterización
* 
Evelina Chao
 – viola
* Nathaniel Cole – violín
* Fran Cooper – maquillaje
* D-Man – remezcla, mezcla
* Jonathan Dayton – director de vídeo
* 
Diddy
 – remezcla
* Sean Donnelly – diseño, animación
* 
René Elizondo Jr.
 – director de vídeo
* 
Missy Elliott
 – intérprete
* 
Valerie Faris
 – directora de vídeo
* 
Brian Gardner
 – masterización
* Charles Gray – viola
* Gael Guilarte – ingeniero asistente
* Jeri Heiden – dirección de arte
* Steve Hodge – ingeniero, mezcla
* 
Janet Jackson
 – voz, productora, productora ejecutiva
* Jimmy Jam y Terry Lewis – multiinstrumentos, productor, productor ejecutivo
* Seb Janiak – director de vídeo
* John Kennedy – violín
* Kathy Kienzle – arpa
* Joshua Koestenbaum – violonchelo
* Tom Kornacker – violín
* Kim Kyu Young – violín
* Jimmy Jam y Terry Lewis – multiinstrumentos, productor, productor ejecutivo
* 
David Mallet
 – director de vídeo
* Andrew McPherson – fotografía
* 
Dave Meyers
 – director de vídeo
* Karen Mitchell – asistente de maquillaje
* James C. Moore – productor
* Adrián Morgan – productor
* Elsa Nilsson – violín
*Julia Persitz – violín
* Alice Preves – viola
* 
Q-Tip
 – rap
* Jason Rankins – ingeniero asistente
* 
Alexander Richbourg
 – programación de batería, programación MIDI, Pro-Tools
* David Rideau – ingeniero, mezcla
* Rockwilder – productor, programación de batería, programación MIDI
* 
Matthew Rolston
 – director de vídeo
*Mike Scott – guitarra
* 
Dominic Sena
 – director de vídeo
* Chris Seul – ingeniero
* Laura Sewell – violonchelo
* Dexter Simmons – mezcla
* 
Carly Simon
 – intérprete
* Daryl Skobba – violonchelo
* Xavier Smith – programación de batería, ingeniero asistente, mezcla, programación MIDI
* 
Bill Callahan
 "Smog" – diseño
*Michal Sobieski – violín
* Tamas Strasser – viola
* Tom Sweeney – ingeniero asistente, mezcla
* James "Big Jim" Wright – teclados
* Bradley Yost – ingeniero asistente, mezcla
* Janet Zeitoun - estilista
```

## Posicionamiento en listas y ventas
| \| País \| Posición de apogeo[19][20] \| Certificación[21][22] \| Ventas[23][24] \| \| ------------------------------------------------- \| -------------------------- \| --------------------- \| -------------- \| \| Argentina (Billboard) \| 9 \| \| \| \| Australia (ARIA) \| 3 \| Oro \| 35,000 \| \| Austria (Ö3 Austria Top 40) \| 8 \| \| 10,000 \| \| Bélgica \| 3 \| \| 28,000 \| \| Canadá (Billboard) \| 1 \| 3× platino[25] \| 300,000 \| \| Chile \| 1 \| 2x platino \| 40,000 \| \| Dinamarca \| 21[26] \| Oro \| 15.000 \| \| Países Bajos (Dutch Charts) \| 4 \| Oro \| 50,000 \| \| Estonia \| 2 \| Oro \| 15,000 \| \| Europa \| 1 \| 2x Platino \| 240,000 \| \| Finlandia \| 14 \| \| 10,000 \| \| Francia (SNEP) \| 2 \| Oro \| 177,000 \| \| Alemania (Media Control Charts) \| 3 \| Oro \| 225,000 \| \| Grecia \| 3 \| Platino \| 20,000 \| \| Hong Kong (IFPI) \| 1 \| \| \| \| Irlanda \| 16 \| \| \| \| Italia (FIMI) \| 2 \| Platino \| 60,000 \| \| Japón (Oricon) \| 4 \| 3x Platino \| 750,000 \| \| Nueva Zelanda (Recorded Music NZ) \| 6 \| Oro \| 7,000 \| \| Noruega (VG-lista) \| 4 \| \| \| \| Portugal \| 5 \| \| \| \| Sudáfrica \| 1 \| 4× Platino \| 200,000 \| \| Corea del Sur \| 1 \| \| 40,000 \| \| España (PROMUSICAE) \| 12 \| Platino \| 60,000 \| \| Suecia (Sverigetopplistan) \| 4 \| \| 25,000 \| \| Suiza (Schweizer Hitparade) \| 2 \| Oro \| 25,000 \| \| Taiwán \| 1 \| \| \| \| Reino Unido (UK Albums Chart) \| 2 \| Oro \| 100,000 \| \| Estados Unidos (Billboard 200) \| 1 \| 2× platino \| 3,100,000 \| \| Estados Unidos (Billboard Top R&B/Hip-Hop Albums) \| 1 \| \| \| \| Estados Unidos (Billboard Top Internet Albums) \| 1 \| \| \| |                    |               |           |
| País | Posición de apogeo | Certificación | Ventas    |
| Argentina (Billboard) | 9                  |               |           |
| Australia (ARIA) | 3                  | Oro           | 35,000    |
| Austria (Ö3 Austria Top 40) | 8                  |               | 10,000    |
| Bélgica | 3                  |               | 28,000    |
| Canadá (Billboard) | 1                  | 3× platino    | 300,000   |
| Chile | 1                  | 2x platino    | 40,000    |
| Dinamarca | 21                 | Oro           | 15.000    |
| Países Bajos (Dutch Charts) | 4                  | Oro           | 50,000    |
| Estonia | 2                  | Oro           | 15,000    |
| Europa | 1                  | 2x Platino    | 240,000   |
| Finlandia | 14                 |               | 10,000    |
| Francia (SNEP) | 2                  | Oro           | 177,000   |
| Alemania (Media Control Charts) | 3                  | Oro           | 225,000   |
| Grecia | 3                  | Platino       | 20,000    |
| Hong Kong (IFPI) | 1                  |               |           |
| Irlanda | 16                 |               |           |
| Italia (FIMI) | 2                  | Platino       | 60,000    |
| Japón (Oricon) | 4                  | 3x Platino    | 750,000   |
| Nueva Zelanda (Recorded Music NZ) | 6                  | Oro           | 7,000     |
| Noruega (VG-lista) | 4                  |               |           |
| Portugal | 5                  |               |           |
| Sudáfrica | 1                  | 4× Platino    | 200,000   |
| Corea del Sur | 1                  |               | 40,000    |
| España (PROMUSICAE) | 12                 | Platino       | 60,000    |
| Suecia (Sverigetopplistan) | 4                  |               | 25,000    |
| Suiza (Schweizer Hitparade) | 2                  | Oro           | 25,000    |
| Taiwán | 1                  |               |           |
| Reino Unido (UK Albums Chart) | 2                  | Oro           | 100,000   |
| Estados Unidos (Billboard 200) | 1                  | 2× platino    | 3,100,000 |
| Estados Unidos (Billboard Top R&B/Hip-Hop Albums) | 1                  |               |           |
| Estados Unidos (Billboard Top Internet Albums) | 1                  |               |           |